# Réseau Hector-STATIONER
Ne pas confondre avec Réseau Hector du SR Air
Le réseau Hector-STATIONER fut un des réseaux de Résistance créés en France par la section F du Special Operations Executive, pendant la Seconde Guerre mondiale.

## Autres appellations
- HECTOR : c'est le nom de guerre de Maurice Southgate. C'est sous ce nom d'HECTOR que le réseau est enregistré par le Bureau Résistance (archives du SHD, Vincennes)
- STATIONER : c'est le nom de code opérationnel de Maurice Southgate, nom utilisé par la RAF. STATIONER veut dire papetier en français.
- HECTOR-BUCKMASTER : le nom Buckmaster est celui du chef de la section F à Londres.

## Missions
Les missions du réseau étaient de type "action" : parachutages, sabotages, armement et encadrement de maquis.
Première phase (janvier - Octobre 1943). Les consignes initiales sont simples : « ennuyer le boche de toutes les façons, avec le minimum de contrariétés pour les Français » ; se garder très soigneusement d'entrer en contact avec des groupements politiques français ; continuer la lutte de ses prédécesseurs (ses aînés en 1942 : Benjamin Cowburn, ...) ; ne pas perdre son temps à faire du renseignement.
Deuxième phase (octobre 1943-janvier 1944). À l'automne 1943, alors que l'action devient de plus en plus nécessaire, il devient très difficile à Maurice Southgate de faire du recrutement nouveau parmi les Français ne faisant pas déjà partie d'une organisation française à tendance plus ou moins politique. Il est toujours mis en face de l'AS ou des FTP. Très ennuyé par cette situation vraiment sérieuse, Maurice Southgate rentre à Londres mi-octobre 1943, pour s'expliquer et solliciter de nouvelles instructions. Pendant son absence, Amédée Maingard et Pearl Witherington poursuivent l'action sur le terrain.
Troisième phase (février-avril 1944). Après trois mois passés à Londres, lorsqu'il revient en France fin janvier 1944, Maurice Southgate est muni de nouvelles instructions lui demandant d'organiser des maquis en prévision du débarquement, et de faire passer le sabotage au second plan.

## Période d'activité
- Durée : 15 mois.
- Début : 25 janvier 1943, date du premier parachutage de Maurice Southgate.
- Fin : 1er mai 1944, date de l'arrestation de Maurice Southgate.

## Protagonistes

### Responsables
L'équipe de direction du réseau était constituée des officiers venant de Londres :
- Maurice Southgate, alias Hector—STATIONER, chef du réseau (organisateur).
- Amédée Maingard, alias Samuel—SHIPWRIGHT, opérateur radio du réseau du 13 avril 1943 au 19 avril 1944 ; puis second du réseau à partir du 20 avril 1944.
- Jacqueline Nearne, alias Jacqueline—DESIGNER, premier courrier du réseau du 25 janvier 1943 au 9 avril 1944.
- Pearl Witherington, alias Marie—WRESTLER, deuxième courrier du réseau à partir du 23 septembre 1943.
- René Mathieu, alias Aimé—MANUFACTURER, opérateur radio du 12 avril 1944 au 1er mai 1944.
- Pierre Mattéi, alias Gaétan—HUNTSMAN, premier expert Lysander chargé des terrains d'atterrissage du réseau, du 11 février 1944 jusqu'à son arrestation (vers) le 2 mars 1944.
- Alexandre Schwatschko, dit Albert Shaw, alias Olive—POLITICIAN, deuxième expert Lysander, à partir du 29 février 1944.

Sur les indications de Benjamin Cowburn, Maurice Southgate s'appuie sur deux chefs de secteur en partageant sa zone d'influence (Châteauroux-Tarbes) en deux :
- Auguste Chantraine « Octave », au nord ; des groupes de vingt hommes sont constitués dans chacune des villes suivantes : Vierzon, Beauge [?], Villefranche-sur-Cher, Éguzon, La Souterraine, Argenton-sur-Creuse, Dun-le-Poëlier ;
- Charles Rechenmann « Julien », au sud ; des groupes de cinquante à cent hommes sont constitués dans chacune des villes suivantes : Pau, Tarbes, Lannemezan, Sarrancolin.

### Agents
Le réseau a compté 47 agents P2 et P1, se répartissant comme suit :
- 30 agents P2 ;
- 17 agents P1 ;

Il y eut aussi x agents O (occasionnels).

## Secteur géographique
Indre, Vienne, Charente, Dordogne, Corrèze, Haute-Vienne, Creuse, Allier, Puy-de-Dôme, Haute-Garonne, Hautes-Pyrénées, Gers.

## Réalisations

### Sabotages
Le réseau STATIONER réalisa les sabotages suivants :
- une usine d'aluminium à Lannemezan le 12 septembre 1943 ;
- l'usine Hispano-Suiza à Tarbes (destruction de 3 transformateurs le 24 août 1943 ; de nouveau le 25 mars 1944 ; 24 avril 1944) ;
- les ateliers Reyrode, en septembre 1943 ;
- la SNCA à Châteauroux en avril 1944 (destruction de 5 avions) ;
- l'usine Gnome et Rhône à Limoges, fin juin 1943 ;
- les ateliers Chartoir à Clermont-Ferrand, le 22 janvier 1944 ;
- la sous-station de Bersac, fin juin 1943 ;
- deux pylônes, à Dun-le-Poëlier ;
- plusieurs pylônes entre Vierzon et Pau, en juillet 1943 ;
- un barrage à Éguzon ;
- l'arsenal de Tulle, en août 1943 ;
- l'arsenal de Tarbes, le 23 septembre 1943 ;
- un château d'eau, à Ussel, le 4 avril 1943 ;
- une aciérie aux Ancizes, le 5 décembre 1943 ;
- 27 camions, à Bersac, en juin 1943 ;
- une grue à Brive-la-Gaillarde, en septembre 1943 ;
- une grue à Tulle, en octobre 1943 ;
- une usine d'oxygène liquide, à Massiac, le 20 janvier 1944 ;
- les usines Michelin, à Clermont-Ferrand, en décembre 1943 ;
- 100 locomotives.

### Parachutages de matériel
Le réseau STATIONER organisa 44 parachutages, dont le tableau suivant donne le détail :
| Année | Mois      | parachutages | containers | paquets |
| ----- | --------- | ------------ | ---------- | ------- |
| 1943  | avril     | 2            | 4          | 2       |
|       | mai       | 2            | 10         | 2       |
|       | juillet   | 2            | 15         | 3       |
|       | août      | 5            | 30         | 9       |
|       | septembre | 2            | 30         | 5       |
|       | octobre   | 2            | 21         | 5       |
|       | novembre  | 1            | 3          | 1       |
| 1944  | janvier   | 1            | 15         | 6       |
|       | février   | 2            | 1          | 9       |
|       | mars      | 7            | 85         | 12      |
|       | avril     | 18           | 252        | 103     |
| Total | Total     | 44           | 466        | 257     |

### Réceptions d'agents
En avril 1944, le réseau STATIONER réceptionna seize chefs de réseau et opérateurs radio, envoyés pour jouer un rôle après le D-day derrière la ligne de front de Normandie, notamment : 
- Philippe de Vomécourt « Antoine », envoyé comme chef du réseau VENTRILOQUIST dans le Loir-et-Cher ;
- Sydney Hudson « Albin », envoyé comme chef du réseau HEADMASTER dans la Sarthe ;
- George Wilkinson « Étienne », envoyé chef du réseau HISTORIAN dans le Loiret
- Paul Sarrette « Louis », envoyé pour former un groupe à Tours [problème de date à vérifier];
- Charles Corbin « Allyre », envoyé comme chef du réseau CARVER à Angoulême
- Lise de Baissac, envoyée comme membre du réseau PIMENTO à Lyon.

### Liaisons radio avec Londres
Amédée Maingard est le premier opérateur radio du réseau. Dès son arrivée sur le terrain en avril 1943, il s'installe à Châteauroux, d'où il émettra plus de 200 messages vers la section F à Londres. En septembre 1943, le réseau dispose de cinq opérateurs, dont deux français, recrutés localement et entraînés par Amédée Maingard, dont le principal est Pierre Hirsch, alias « Popaul ». En 1944, lorsqu'Amédée Maingard devient le second du réseau, Londres envoie René Mathieu comme opérateur radio. Ce dernier est arrêté le 1er mai en même temps que Maurice Southgate

### Hébergement
- Chez Madeleine L'Hospitalier, 16, rue de Rimard, Montluçon (Allier).
- Chez Pierre et Marguerite Néraud, 37, rue de Blatin, Clermont-Ferrand (Puy-de-Dôme).
- Chez Auguste Chantraine, Le Cerisier, Tendu (Indre).
- Chez Pilar Alvarez, 28, place Marcadieu, Tarbes (Hautes-Pyrénées).

### Soutien aux maquis
[texte repris de Noguères] Le 15 avril 1944, le chef régional des FFI d'Auvergne, le colonel Émile Coulaudon « Gaspard » établit le contact avec Maurice Southgate, à Montluçon. Au cours de l'entretien, « Gaspard » essaye de « vendre » à Southgate le plan « Caïman » dont il connaît, à défaut du nom, les grandes lignes, que l'on appelle déjà le plan Kœnig et qui consiste à créer trois réduits, l'un au mont Mouchet dans les monts de la Margeride où se trouvera l'état-major régional, le second dans la région de Chaudes-Aigues et le troisième au Lioran. Ce plan, il semble que « Gaspard » n'en connaisse que les grandes lignes. Il ignore qu'il est mis en sommeil... et surtout il ne peut deviner le refus qui lui sera finalement opposé par les Alliés - en fait par Roosevelt. Aussi ne cache-t-il pas son adhésion enthousiaste. Refus que Southgate n'imagine pas davantage.
Southgate rédige aussitôt, pour ses chefs de Baker Street, un long message demandant tout l'appui nécessaire en armes, en munitions, en moyens de transmission et en personnel d'encadrement. « Gaspard », après avoir ainsi joué à l'apprenti sorcier, a toutefois formulé deux réserves : il a rappelé que, désormais, tout ce qui s'adresse à la Résistance française doit passer par l'état-major de Kœnig. Et, pour respecter les structures internes de la Résistance, il subordonne l'accord définitif à une très prochaine réunion du Comité Régional de Libération de R6. Le mois d'avril ne s'achève d'ailleurs pas sans qu'une première initiative prise par le SOE soit interprétée en Auvergne comme apportant la confirmation de l'accord Coulaudon-Southgate : c'est l'arrivée, dans la nuit du 28 au 29 avril, des deux premiers éléments du réseau FREELANCE, le major John Hind Farmer « Hubert » et le lieutenant Nancy Fiocca-Wake « Hélène ». Le troisième membre de la mission, le capitaine Denis Rake « Roland » devant les rejoindre à la lune suivante. Quant au Comité Régional de Libération, il se réunit le 30 avril.

## Suite des activités
Après l'arrestation de son chef, les activités du réseau ont été reprises par ses lieutenants, qui se sont partagé les secteurs, avec de nouveaux noms de réseaux :
- Amédée Maingard « Samuel », assisté des frères Jacques et Pierre Hirsch, reprit le secteur ouest (Poitou) : ce fut le réseau SHIPWRIGHT ;
- Pearl Witherington « Pauline »[6] reprit le nord-Indre : ce fut le réseau WRESTLER ;
- X au sud (Pyrénées, Aquitaine).

De plus, juste après le débarquement en Normandie, l'équipe du réseau SALESMAN fut parachutée pour prendre le secteur de la Haute-Vienne. Elle était composée de Philippe Liewer, chef de réseau, Violette Szabo, courrier, Bob Maloubier, saboteur et Jean-Claude Guiet, opérateur radio.

## Liquidation
- Nom du liquidateur, après la guerre : Maurice Southgate

### Sources et liens externes
- Archives SHD
- Boxshall
- Noguères